# Kongrespolen
Kongrespolen (polsk: Kongresówka) eller Kongedømmet Polen (polsk: Królestwo Polskie, russisk: Царство Польское) var en russisk satellitstat og omfattede centrale og østlige dele af Polen, som kom under Rusland efter Wienerkongressen 1815.
Kongrespolen var konstitutionelt i personalunion med Rusland. Staten blev dannet af Storhertugdømmet Warszawa efter Napoléon Bonapartes nederlag i Napoleonskrigene. Området havde i begyndelsen autonomi, men blev snart annekteret og indlemmet i Rusland, og frihederne blev stærkt begrænset.
Under første verdenskrig (efter 1915) blev området besat af Preussen og Østrig som en del af kampene på Østfronten. Efter krigen indgik området i den nyoprettede og selvstændige Anden polske republik.